# Jagodnoje (Kaliningrad, Nesterow)
Jagodnoje (russisch Ягодное, deutsch Bredauen) ist eine kleine Siedlung im Südosten der russischen Oblast Kaliningrad. Sie gehört zur kommunalen Selbstverwaltungseinheit Stadtkreis Nesterow im Rajon Nesterow. Besiedelt ist nur noch die ehemalige deutsche Ortslage Baibeln/zu Bredauen, während das ehemalige Dorf und Gut Bredauen verlassen sind.

## Geographische Lage
Jagodnoje liegt drei Kilometer südwestlich der Ortschaft Wosnessenskoje (Wenzlowischken/Wenzbach) an der Regionalstraße 27A-059 von der Rajonstadt Nesterow (Stallupönen/Ebenrode) zur nicht passierbaren russisch-polnischen Grenze bei Żytkiejmy (Szittkehmen/Wehrkirchen). Durch den Ort fließt die Pissa, die dort zu einem kleinen See aufgestaut ist und zwei Kilometer weiter östlich dem Wystiter See entrinnt. 
Jagodnoje liegt im russisch-litauischen Grenzgebiet, die kleine litauische Stadt Vištytis ist lediglich vier Kilometer entfernt, allerdings ist hier der Zugang wegen einer undurchdringlichen Grenzanlage (EU-Außengrenze) nicht möglich. 

## Geschichte
Das frühere Bredauen war ein Guts- und später auch Amtsdorf. Der Gutsbezirk Bredauen zählte im Jahre 1910 lediglich 71 Einwohner. Am 30. September 1928 wurden die Landgemeinde Dumbeln und die Gutsbezirke Baibeln und Bredauen zur neuen Landgemeinde Bredauen zusammengelegt. Die Einwohnerzahl stieg bis 1933 auf 404 und betrug 1939 bereits 481. Bis 1945 gehörte Bredauen zum Landkreis Stallupönen (1938–1946 Landkreis Ebenrode) im Regierungsbezirk Gumbinnen der preußischen Provinz Ostpreußen.
Infolge des Zweiten Weltkrieges kam Bredauen 1945 zur Sowjetunion. Im Jahr 1950 erhielt der Ort den russischen Namen Jagodnoje (von jagoda = Beere), der in Russland sehr häufig ist und auch mehrfach in der Oblast Kaliningrad vorkommt, und wurde gleichzeitig dem Dorfsowjet Newski selski Sowet im Rajon Nesterow zugeordnet. Im Jahr 1954 gelangte der Ort in den Pokryschkinski selski Sowet. Von 2008 bis 2018 gehörte Jagodnoje zur Landgemeinde Prigorodnoje selskoje posselenije und seither zum Stadtkreis Nesterow.

### Amtsbezirk Bredauen 1874–1945
Bredauen wurde 1874 namensgebender Ort und Sitz des Amtsbezirks Bredauen. Am 24. Juni 1874 wurde er aus sieben Landgemeinden und zwei Gutsbezirken gebildet:
| Name (bis 1938)                       | Name (1938–1946) | Russischer Name | Bemerkungen                                          |
| ------------------------------------- | ---------------- | --------------- | ---------------------------------------------------- |
| Landgemeinden:                        |                  |                 |                                                      |
| Bisdohnen                             | Blocksberg       | –               | –                                                    |
| Dumbeln                               | –                | –               | 1928 in die neue Landgemeinde Bredauen eingegliedert |
| Girnischken                           | Lichtentann      | –               | –                                                    |
| Groß Grigalischken                    | Ellerbach        | –               | –                                                    |
| Gudellen                              | Preußenwall      | –               | –                                                    |
| Szameitkehmen, ab 1936 Schameitkehmen | Weitendorf       | –               | –                                                    |
| Szeskehmen, ab 1936 Scheskehmen       | Hochmühlen       | –               | –                                                    |
| Gutsbezirke:                          |                  |                 |                                                      |
| Baibeln                               | –                | –               | 1928 in die neue Landgemeinde Bredauen eingegliedert |
| Bredauen                              | Bredauen         | Jagodnoje       | seit 1928 Landgemeinde Bredauen                      |

Der Amtsbezirk blieb bis 1945 unverändert und bestand aus den fünf Gemeinden Bredauen (Jagodnoje), Ellerbach, Hochmühlen, Lichtentann und Preußenwall, von denen heute nur noch das alte Amtsdorf existiert.

## Kirche
Kirchlich gehörte die überwiegend evangelische Bevölkerung von Bredauen bis 1945 zum Kirchspiel Pillupönen (1938–1946 Schloßbach, russisch: Newskoje). Es lag im Kirchenkreis Stallupönen (1938–1945 Ebenrode) in der Kirchenprovinz Ostpreußen der Kirche der Altpreußischen Union. Letzter deutscher Geistlicher war Pfarrer Paul Melzer.
Während der Zeit der Sowjetunion war kirchliches Leben untersagt. In den 1990er Jahren bildete sich in Newskoje wieder evangelisches Gemeindeleben. Die Gemeinde gehört nun zur Propstei Kaliningrad in der Evangelisch-Lutherischen Kirche Europäisches Russland (ELKER). Die zuständigen Geistlichen sind die Pfarrer der Salzburger Kirche in Gussew (Gumbinnen).

## Persönlichkeiten
- Heinrich Bernhard Austin (1723–1780), Kriegs- und Domänenrat und Gutsbesitzer